# Administrator (Rolle)
Ein Administrator (auch Sysop für system operator) ist eine spezielle Rolle eines Benutzers  in Betriebssystemen, Netzwerken, Anwendungsprogrammen, Mailboxen, Mailinglisten oder Websites wie Diskussionsforen, Wikis und ähnlichen kollaborativen Internetauftritten.
Um spezielle Aufgaben – hauptsächlich das Verwalten und, je nach Art und Weise, teilweise Redigieren von Inhalten – zu erfüllen und die jeweiligen Benutzungsrichtlinien durchzusetzen, hat ein Administrator erweiterte Benutzerrechte.
In Internetauftritten wie Foren verfügt er zum Beispiel über das Recht auf das Löschen und Bearbeiten von Beiträgen, das Update auf eine neue Version der verwendeten Forensoftware (zum Beispiel vBulletin, WoltLab Burning Board, phpBB oder MyBB) und die Sperrung von Benutzern.
Anders als Systemadministratoren, die in Betriebssystemen wie Linux typischerweise unter Nutzung eines Root-Accounts agieren, sowie Netzwerkadministratoren, die für die Verwaltung und Betreuung von Netzwerken zuständig sind, haben Administratoren in Foren, Wikis und kollaborativen Netzwerken normalerweise keine technischen Aufgaben, sondern ihr Tätigkeitsbild ähnelt den Aufgaben eines Moderators.